# Dispensationalismus
Der Dispensationalismus ist eine heilsgeschichtlich orientierte Form der Bibelauslegung, die mit einer bestimmten Lehre von der Endzeit verknüpft ist. In Anlehnung an die Lehre altkirchlicher Theologen (Irenäus von Lyon, Augustinus) wird davon ausgegangen, dass die Heilsgeschichte als Abfolge verschiedener „Haushaltungen“ (Dispensationen) oder Zeitalter verstanden werden müsse. Diesen werden jeweils spezifische Episoden göttlicher Offenbarung bzw. göttlicher Prüfungen der Menschheit zugeordnet. Dabei wird zwischen dem Gottesvolk Israel und der (christlichen) Kirche zumeist eine scharfe Trennlinie gezogen. Für das Ende der Zeiten wird eine Massenbekehrung der Juden zu Jesus als ihrem Messias erwartet.
Die biblischen Texte gelten Dispensationalisten üblicherweise als irrtumsfrei. Ihre Auslegung orientiert sich am Grundsatz der Verbalinspiration. Der so verstandene biblische Text soll Vergangenheit, Gegenwart und Zukunft der Menschheit erklären. Dazu werden für biblische Prophetien Entsprechungen auch in jüngeren geschichtlichen Entwicklungen gesucht. Beispielsweise wird vielfach die Gründung des Staates Israel 1948 als Erfüllung der Prophetie verstanden, wonach Gott sein Volk wieder versammeln werde.
Der Dispensationalismus entstand um 1830 im Kontext der Brüderbewegung und stellt im 21. Jahrhundert „eine der populärsten Schulströmungen der Theologie und Bibelauslegung unter konservativen evangelikalen und fundamentalistischen Protestanten“ dar.
O. Palmer Robertson, Dozent an reformatorisch geprägten theologischen Seminaren in den USA, meint, Bundestheologen und Dispensationalisten stünden in der Bezeugung der Hauptlehren der Heiligen Schrift Seite an Seite. Beide Gruppen wehrten nach seinem Urteil Angriffe von Modernismus, Neo-Evangelikalismus und gefühlsbetontem Christentum ab.

## Begriff
Dispensation ist die lateinisch-englische Übersetzung des griechischen Wortes oikonomia („Hausgesetz“), das im Neuen Testament unter anderem in Kol 1,25  („Verwaltung Gottes“), Eph 3,2  („Verwaltung der Gnade Gottes“) und Eph 1,10  („Verwaltung der Fülle der Zeiten“) vorkommt. Eine Dispensation wird als Zeitspanne in Gottes Heilsplan definiert, in der eine bestimmte charakteristische geistliche Zielsetzung bestehe, die sie von anderen unterscheidet. Sie lässt Menschen dieser Zeit gewisse Gaben, Segnungen und Güter zukommen, die es zu anderen Zeiten so nicht gab oder geben wird, und stellt sie zugleich vor eine bestimmte Verantwortung. Zentral ist hierbei die Unterscheidung der Heilskörperschaften Israel und Gemeinde. Eine oder mehrere Dispensationen bilden zusammen einen Äon.
Viele Dispensationalisten berufen sich auf 2 Tim 2,15 , wo Timotheus aufgefordert wird, „ein Arbeiter zu sein, der das Wort der Wahrheit richtig schneidet“ (griech. ortho-tomeo). Dies verstehen sie als Zuordnen der einzelnen Bücher der Bibel zu entsprechenden Heilszeiten und Empfängern. Versäume man dies, entstünden Widersprüche: Gott gebe je nach Heilsabschnitt unterschiedliche Anweisungen. Jeder Christ, der sich beispielsweise nicht an Opferregeln und Speisegesetze des Alten Testaments halte, sei in diesem Sinn bereits ein Dispensationalist, auch ohne sich dessen bewusst zu sein.

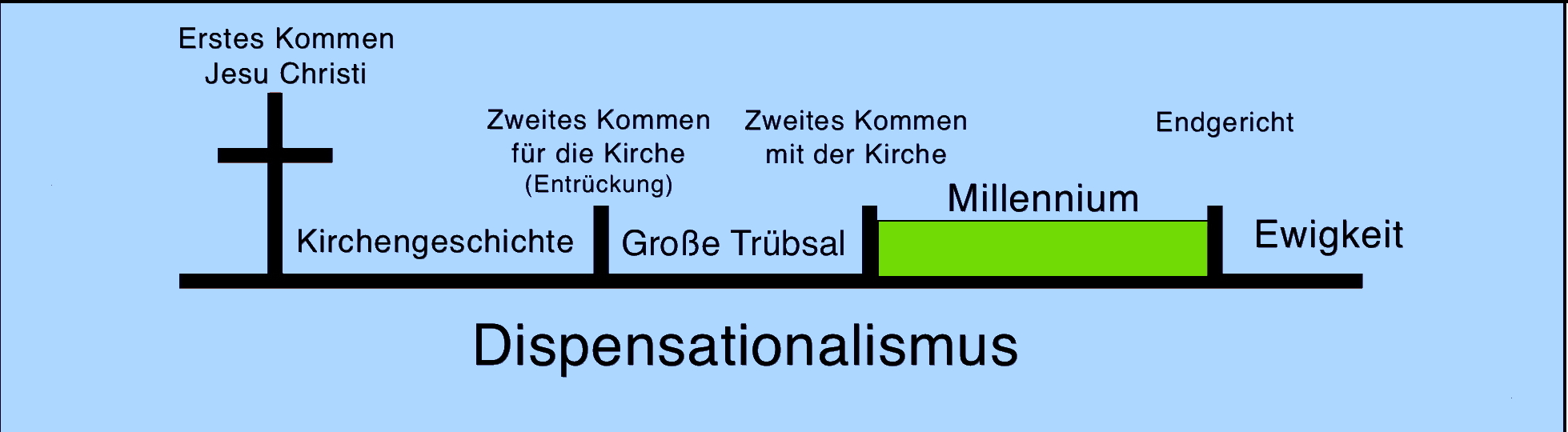
Schema der dispensationalistisch-prämillenaristischen Sicht des Tausendjährigen Reiches

Zum Dispensationalismus gehört in der Regel eine prämillennialistische Eschatologie. Die genaue Datierung künftiger Ereignisse lehnen die meisten Dispensationalisten aber als unbiblische Spekulation ab – zum einen aufgrund der Warnungen in Mt 24,36  und Apg 1,7 , zum anderen mit der Begründung, dass alle Prophezeiungen (des Alten Testaments) Israel beträfen, die Dauer der jetzigen Heilszeit der Gemeinde als Einschub in der Bibel nicht genannt sei und daher eine unbekannte Größe bleibe. Genaue Berechnungen seien daher nicht möglich.

## Vorläufer und Bezugsautoren des modernen Dispensationalismus

### Alte Kirche
Ansätze einer heilsgeschichtlichen Periodisierung finden sich bereits bei einigen Kirchenvätern. Da die besonderen Gaben des Heiligen Geistes nach dem Tod der Apostel nicht mehr wirksam waren, folgerten sie, dass damit ein neues Zeitalter der Heilsgeschichte begann. Sie lehrten, dass zwar zu den Zeiten Jesu und der Apostels besondere Charismen als Zeichen göttlicher Befugnis nötig waren, um die Menschen zu überzeugen, dies aber seither nicht mehr nötig sei, da die Bibel nun vorliege und der Geist Gottes im Inneren der Christen wirke.
Irenäus von Lyon (135–202) unterschied in seinen Schriften gegen die Häresien (II, XI. 8) vier Bündnisse, das adamitische vor der Sintflut, das zweite unter Noah, das dritte unter Moses (Gesetz), das vierte unter Jesus bis zur vollständigen Wiederherstellung des Menschen.
Clemens von Alexandria (150–215) unterschied drei patriarchalische Epochen: Adam, Noach und Abraham sowie die mosaische Zeit.
Augustinus von Hippo entwickelte in seinem Werk „Vom Gottesstaat“ (413–427) einen Plan von sieben Weltzeitaltern: 1. Adam bis Noach, 2. Noach bis Abraham, 3. Abraham bis David, 4. David bis Exil, 5. Exil bis Inkarnation, 6. Inkarnation bis Parusie, 7. Millennium. Wie andere nach ihm bezog er die Schöpfungswoche zusammen mit der Aussage der Bibel, dass für Gott 1000 Jahre wie ein Tag sind (Ps 90,4 ; 2. Petrusbrief 3,8), auf die gesamte Menschheitsgeschichte. Bis zur Inkarnation (Geburt Jesu) ging Augustinus von 5000 Jahren aus. Auch Isidor von Sevilla (560–636) und Beda Venerabilis (673–735) schlossen sich dieser Meinung an.

### Mittelalter
Joachim von Fiore (1135–1202) sah in den sieben Siegeln der Offenbarung sieben Zeitalter der Kirchengeschichte und teilte die Menschheitsgeschichte in drei Epochen ein: Zeit des Vaters (Altes Testament), Zeit des Sohnes (Neues Testament) und Zeit des Heiligen Geistes (Erneuerung).

### Reformation und Neuzeit
Thomas Brightman (1562–1607) dagegen deutete die sieben Gemeinden in der Offenbarung des Johannes auf sieben Zeitalter der Kirchengeschichte. Robert Pont (1524–1606), ein schottischer Theologe, verband Prophezeiungen aus Daniel und der Offenbarung und kam ebenfalls auf sieben Zeitalter der Menschheit, wobei nach ihm das sechste Zeitalter bereits im Jahr 1056 begonnen haben soll. Der Jesuit Kardinal Robert Bellarmin (1542–1621) und Francisco Ribera (1537–1591) vertraten in ihren Publikationen, dass die große Trübsalszeit (Dan 9,26–27 ) 1260 Tage (statt Jahre, wie andere behaupteten) dauern werde und zukünftig sei.
Der englische Kleriker Thomas Brightman (1557/62–1607) legte die Gemeindezeitalter folgendermaßen fest: Ephesus: Zeit der Apostel bis Konstantin (ab 325); Smyrna: Konstantin bis Gratian (um 382); Pergamon: Machtausbau des Papsttums (382–1300); Thyatira: Kampf der wahren Kirche gegen den Katholizismus (1300-1520); Sardes: Reformation in Deutschland; Philadelphia: Reformation in der Schweiz; Laodizea: Anglikanische Kirche. Er zog bereits eine klare Trennung zwischen der Kirche und eines noch zu erwartenden buchstäblichen jüdischen Königtums und legte seine Auslegung in den Werken Apocalypsis Apocalypseos (1585) und A Most Comfortable Exposition of the last and most difficult parts of the Prophecie of Daniel (London 1644) dar.
Der Franzose Pierre Poiret (1546–1719), die Engländer John Edwards (1637–1716) und Isaac Watts (1674–1748) sind weitere frühe Vertreter von dispensationalistischen Entwürfen.

## Entwicklung des modernen Dispensationalismus
Das erste modernere System des Dispensationalismus entstand um 1830 in den Gemeinden der Brüderbewegung in England und Irland. Es wurde von John Nelson Darby entwickelt und verbreitete sich rasch in der gesamten Brüderbewegung. In Deutschland waren es vor allem Carl Brockhaus, Rudolf Brockhaus und Emil Dönges, die Darbys Modell übernahmen und in ihren Schriften vertraten. Eine modifizierte Form des Dispensationalismus entwickelte später Erich Sauer.
Darby machte seinen Plan von „Dispensationen“, in dem im Unterschied zu früheren heilsgeschichtlichen Systemen keine Angaben zur Länge der Zeitalter gemacht werden, auch durch Reisen in die USA bekannt. Besonders bei Presbyterianern und Baptisten stieß er damit auf offene Ohren. Evangelisten wie Dwight L. Moody und Cyrus I. Scofield wurden zu überzeugten Vertretern dieser Sicht. Durch einige Bibelkonferenzen wurde diese Lehre weitergetragen (Niagara-Konferenzen 1870–1900; Bibel- und Prophetie-Konferenzen 1878–1914); in der Folge setzte sie sich auch in der Theologie von Bibelschulen durch (The Nyack Bible Institute 1882, The Boston Missionary Training School 1889, The Moody Bible Institute 1889, Dallas Theological Seminary 1924). 1909 veröffentlichte Scofield eine Bibelausgabe mit Anmerkungen, in denen er Darbys Dispensationalismus weiterentwickelte und systematisierte (die sogenannte „Scofield-Bibel“). Diese wurde zu einer der meistverbreiteten Studienbibelausgaben im angelsächsischen Raum. Eine die neutestamentliche Zeit noch weiter ausdifferenzierende Form des Dispensationalismus (oft Ultradispensationalismus genannt) entwickelte Ethelbert William Bullinger (1837–1913).
Dispensationalistisch ausgerichtet ist auch der 1896 von William Hechler ins Leben gerufene christliche Zionismus.
1899 kehrte der Theologe Ernst Ferdinand Ströter von einem längeren USA-Aufenthalt, bei dem er mit dem Dispensationalismus in Kontakt gekommen war, nach Deutschland zurück und verbreitete diese Sicht, verbunden mit dem Gedanken der Allaussöhnung. In dem 1918 veröffentlichten Werk Dispensational Truth, Or God's Plan and Purpose in the Ages des Baptistenpastors Clarence Larkin wurde die Lehre des Dispensationalismus auf Faltkarten und Tafeln graphisch dargestellt und illustriert, was die Verbreitung des Dispensationalismus erheblich förderte. 1946 wurde die Christliche Allianz gegründet, die in der Konferenzstätte Langensteinbacherhöhe und in Schriften von Mitgliedern, die beispielsweise im Christlichen Verlag Karl Geyer erschienen, den Heilsplan Gottes dispensationalistisch-universalistischer Prägung in Deutschland lehrte.
Gertrud Wasserzug, die ehemalige Leiterin der Bibelschule Beatenberg (heute Seminar für biblische Theologie Beatenberg), übersetzte die dispensationalistischen Scofield-Anmerkungen ins Deutsche und gab sie zusammen mit dem Text der Lutherbibel von 1912 heraus. Seit 1993 erscheinen sie mit dem Text der revidierten Elberfelder Bibel beim evangelikalen R. Brockhaus Verlag. Auch an der Bibelschule Brake, dem Bibelcenter Breckerfeld und dem Europäischen Bibel Trainings Centrum wird der Dispensationalismus gelehrt. Das Seminar für biblische Theologie Beatenberg lehrt hingegen heute nicht mehr einheitlich den Dispensationalismus.
Andere religiöse Gemeinschaften in Deutschland, wie z. B. viele baptistische Gemeinden, die Freien Bibelforscher, die Laien-Heim-Missionsbewegung, die Siebenten-Tags-Adventisten und die Pietisten, vertreten ähnlich geartete Stufenmodelle der menschlichen Erlösungsgeschichte.

## Grundsätze des modernen Dispensationalismus
Dispensationalisten wenden eine wörtliche (englisch literal) Auslegung der Bibel an, wobei Literaturgattungen entsprechend ihrer offensichtlichen Verwendung berücksichtigt werden (also ein Gleichnis auch als Gleichnis). Willkürliche Allegorisierung dagegen wird abgelehnt. Noch nicht erfüllte Prophezeiungen des Alten Testaments an Vertretern des Volkes Israel werden daher für die Zukunft erwartet, insbesondere das ihnen verheißene irdische Reich, das Millennium.
Dispensationalisten unterscheiden zwischen den Erwartungen und somit den Evangelien (Botschaften Gottes) für Israel und die Gemeinde. Das alttestamentliche Israel habe irdische Erwartungen, während die Gemeinde (bestehend aus allen Gläubigen der jetzigen Dispensation, auch Israeliten) eine himmlische Erwartung habe. Wie alle futuristischen Prämillenaristen erwarten die Dispensationalisten die Herrschaft des Antichrists und die Entrückung der Gemeinde in den Himmel (1 Thess 4,13–18 , 1 Kor 15,51–52 ) vor dem Tausendjährigen Reich. Über den Ablauf im Einzelnen gibt es auch unter Dispensationalisten unterschiedliche Theorien: Die Mehrheit vertritt, dass die Herrschaft des Antichrists die Gemeinde nicht treffen könne, sondern nur die nicht erretteten Angehörigen des Volkes Israel und der Nationen. Die Christen würden bereits vor der Ankunft des Antichrists durch eine erste unsichtbare Wiederkunft Christi für die Heiligen in den Himmel entrückt (Röm 5,9 , 1 Thess 1,10 , 1 Thess 5,9 ; Prätribulationismus). Diese Anhänger des Dispensationalismus rechnen jederzeit und ohne weitere Anzeichen mit ihrer Entrückung. Andere Richtungen sehen die Entrückung der Christen erst in der Mitte (Mediotribulationismus) oder am Ende (Posttribulationismus) der Herrschaft des Antichrists. Die zweite, sichtbare Wiederkunft Jesu Christi werde die Herrschaft des Antichrists mit der Schlacht von Harmagedon beenden. Darauf folge das Millennium, wo Christus zusammen mit seiner Gemeinde die Herrschaft auf der Erde ausüben werde. Anschließend werde Satan noch einmal losgebunden; es folge ein letzter Angriff auf Jerusalem, den Gott mit Feuer abwehre, und das Weltgericht. Es schließe sich als letzter Äon die Neue Erde und der Neue Himmel an (Offb 21 ).

### Dispensationen nach Darby
Darbys Dispensationsbegriff ist noch recht flexibel und weniger schematisch als der seiner Nachfolger. Im Vordergrund steht für ihn der Unterschied zwischen Israel und der Gemeinde; ein systematischer Gesamtüberblick über die Heilsgeschichte findet sich in seinen Schriften kaum. Aus der Zusammenschau seiner verstreuten Äußerungen lässt sich ein neun Zeitalter umfassendes Modell rekonstruieren, in dem jedoch nur fünf Zeitalter den Charakter einer Dispensation im engeren Sinne haben (u. a. Herrschaft Gottes und Treueverpflichtung des Menschen). Zwei dieser Dispensationen (Israel und Nationen) verlaufen zeitlich parallel:
1. Paradies (keine Dispensation)
2. vor der Flut (keine Dispensation)

1. Noah
2. Abraham
3. Israel
4. Nationen

1. Gemeinde (keine Dispensation)

1. Millennium

1. Ewigkeit (keine Dispensation)

An diese Version lehnt sich Adolph Ernst Knoch an, der einen vergleichbaren Äonenplan entwickelt hat.

### Dispensationen nach Scofield
1. Unschuld: von der Erschaffung des Menschen bis zum Sündenfall
2. Gewissen oder moralische Verantwortung: vom Sündenfall bis zur Sintflut
3. Menschliche Regierung: von der Sintflut bis zur Berufung Abrahams
4. Versprechen: von der Berufung Abrahams bis zum Auszug aus Ägypten
5. Gesetz: vom Sinai bis zu Jesus Christus
6. Gnade: von Pfingsten bis zur Entrückung
7. Königreich: von der Entrückung bis zur Ewigkeit

### Dispensationen nach Bullinger
Ethelbert William Bullinger (1837–1913) verfolgte in seinem Werk The Foundations of Dispensational Truth einen anderen Ansatz. Er ordnete die Bücher der Bibel nach der Art, wie Gott mit den Empfängern seiner Botschaft redete, Dispensationen zu. Dabei kommt er zu folgendem Ergebnis:
1. Gott redet direkt zu einzelnen Menschen (von Adam bis Mose)
2. Gott redet durch Propheten zu Israel (von Mose bis Johannes)
3. Gott redet durch seinen Sohn Jesus zu Israel (von Johannes bis zur Himmelfahrt: die vier Evangelien)
4. Gott redet durch die, die ihn gehört haben (u. a. Petrus, Jakobus: bis zur endgültigen Ablehnung der nationalen Buße durch Israel in Apg 28,25 EU, ca. 62 n. Chr.)
5. Gott redet durch Paulus zu den Nationen (Gefangenschaftsbriefe und Pastoralbriefe von Paulus: Epheser, Philipper, Kolosser, Timotheus, Titus und Philemon)
6. Gott redet durch Johannes zu Israel (Offenbarung)

Wichtig sei zu erkennen, dass „Paulus die kostbaren Lehren festhielt, die bisher verborgen waren und nicht bekanntgegeben werden konnten, bevor Christi Leiden, Sterben, Auferstehung und Himmelfahrt tatsächlich stattgefunden hatten; denn sie haben all dies zur Voraussetzung. Diese Lehren finden sich ausschließlich in den Briefen aus der Gefangenschaft (Epheser, Philipper und Kolosser), und hierher gehören auch die Briefe an Timotheus, Titus und Philemon“. Bullinger hofft, dass man von einer „unbewußten und biblischen Kleptomanie“ geheilt wird, „durch die alle Segensverheißungen von Israel genommen und der Gemeinde zugesprochen wurden“.

### Vereinfachter Dispensationalismus
In der Praxis wird meist nur eine vereinfachte Form des Dispensationalismus angewendet:
- Zeitalter Israels (= der Alte Bund, beschrieben im Alten Testament und in den Evangelien – diese Epoche beginnt mit Genesis 12 und endet mit Apostelgeschichte 1)
- Zeitalter der weltweiten Gemeinde (das aktuelle Heilszeitalter der Gnade (Eph. 3,1-11 EU), beschrieben in den neutestamentlichen Briefen – diese Epoche beginnt mit Apostelgeschichte 2)
- Millennium, Neue Erde (= der Neue Bund mit Israel (Heb. 8,8 EU), kommende Äonen, 1000-jähriges Reich (Off. 20 EU), danach Schaffung eines neuen Himmels und einer neuen Erde (Off. 21 EU), angekündigt von Jesus in den Evangelien und der Offenbarung des Johannes)

Zur Unterscheidung sei darauf zu achten, wer in den biblischen Büchern angeredet wird, z. B. „seine Jünger“, „Juden“, „Hebräer“ einerseits (Evangelien, in das Zeitalter Israels gesprochen) oder die Nationen andererseits (neutestamentliche Briefe für das jetzige Zeitalter der Nationen).

### Weitere Dispensationalismusvarianten
- überarbeiteter (revised) Dispensationalismus (Charles C. Ryrie)
- fortschreitender (progressive) Dispensationalismus (Craig A. Blaising)

## Wirkungsgeschichte und Rezeption
Der dispensationalistische Literalismus übte starken Einfluss auf spätere Ausprägungen des Evangelikalismus aus.

### Belletristik
In den Vereinigten Staaten gibt es zahlreiche Romane, die die Endzeit aus dispensationalistisch-apokalyptischer Sicht beschreiben. Beispielsweise wurde die Romanserie Finale (Englisch Left Behind) von Tim LaHaye und Jerry B. Jenkins in den Vereinigten Staaten zum Bestseller. Zahlreiche Leser halten die Erzählungen für real und sehen darin einen Fahrplan für die "Endzeit", was ihre Sicht der Welt und politische Einstellung wesentlich beeinflusst.

### Spielfilme
- Der 1972 von Russell S. Doughten gedrehte Spielfilm A Thief in the Night ist der erste und bekannteste Film einer vierteiligen Reihe über die Endzeit und Entrückung. Auch die Romanreihe Left Behind ist von diesem genreprägenden Film inspiriert, der zum ersten Mal Elemente des Psychothrillers und des Horrorfilms in einem evangelikal-missionarischen Film einsetzt.
- Der 1988 gedrehte Spielfilm Das siebte Zeichen durchläuft ebenfalls sieben endzeitliche Phasen mit apokalyptischem Charakter, gespeist sowohl aus jüdischem als auch christlichem Dispensationalismus.
- Zu den ersten beiden Bänden der Romanserie Finale (siehe oben Belletristik) wurden drei Spielfilme gedreht:

Left Behind (2000), Left Behind: Tribulation Force (2002) und Finale – Die Welt im Krieg (2006). Ebenfalls unter dem Titel Left Behind wurde der erste dieser drei Spielfilme 2014 neu verfilmt.

## Kritik am Dispensationalismus
Der anglikanische Neutestamentler und Bischof N.T. Wright kritisiert die Eschatologie des Dispensationalismus in seinem Buch „Surprised by Hope“. Er verwirft das System als eskapistisch und weltabgewandt, da es die Entrückung und Errettung von dieser Erde lehre anstatt der biblischen Hoffnung auf das Reich Gottes, welches ‚im Himmel wie auf Erden‘ komme, nachzugehen.
Einige Kritiker meinen, die Grenzen zwischen den Dispensationen seien willkürlich gezogen worden. In der Bibel werde wörtlich eine „Dispensation (oikonomia) der Gnade“ (Eph 1,1–11 ) und das Millennium (Offb 20,2–7 ) erwähnt, aber keine anderen Bezeichnungen. „Menschliche Regierung“ beispielsweise, wie der Titel der dritten Dispensation lautet, gebe es vorher und nachher ebenfalls.
Andere Kritiker interpretieren den Dispensationalismus als Verlegenheitslösung der Kirchenväter, die zudem den Unterschied zwischen „gewöhnlichen“ und „besonderen“ Gaben des Heiligen Geistes überbetone. Die These sei „Ausfluss eines Schubladendenkens, das letztlich auf das unverkraftete Erbe des Schismas zwischen Juden und Griechen zurückgeht“.
Der britische reformatorische Pastor und Gründer des Verlages Banner of Truth Trust in Edinburgh, Iain H. Murray, weist in seiner Biographie über John F. MacArthur, den prominenten und einflussreichen Pastor der Grace Community Church in Sun Valley (Kalifornien), darauf hin, dass der Dispensationalismus die Bedeutung des Gesetzes Gottes in den Zehn Geboten nicht anerkenne. Laut Murray bedeutet „Gesetz“ für den Dispensationalisten prinzipiell eigenes Bemühen und somit Errettung aus Werken. MacArthur selber sagte, dass er den Dispensationalismus weder verworfen habe noch beabsichtige, es zu tun.